# Palacio Real de Ámsterdam

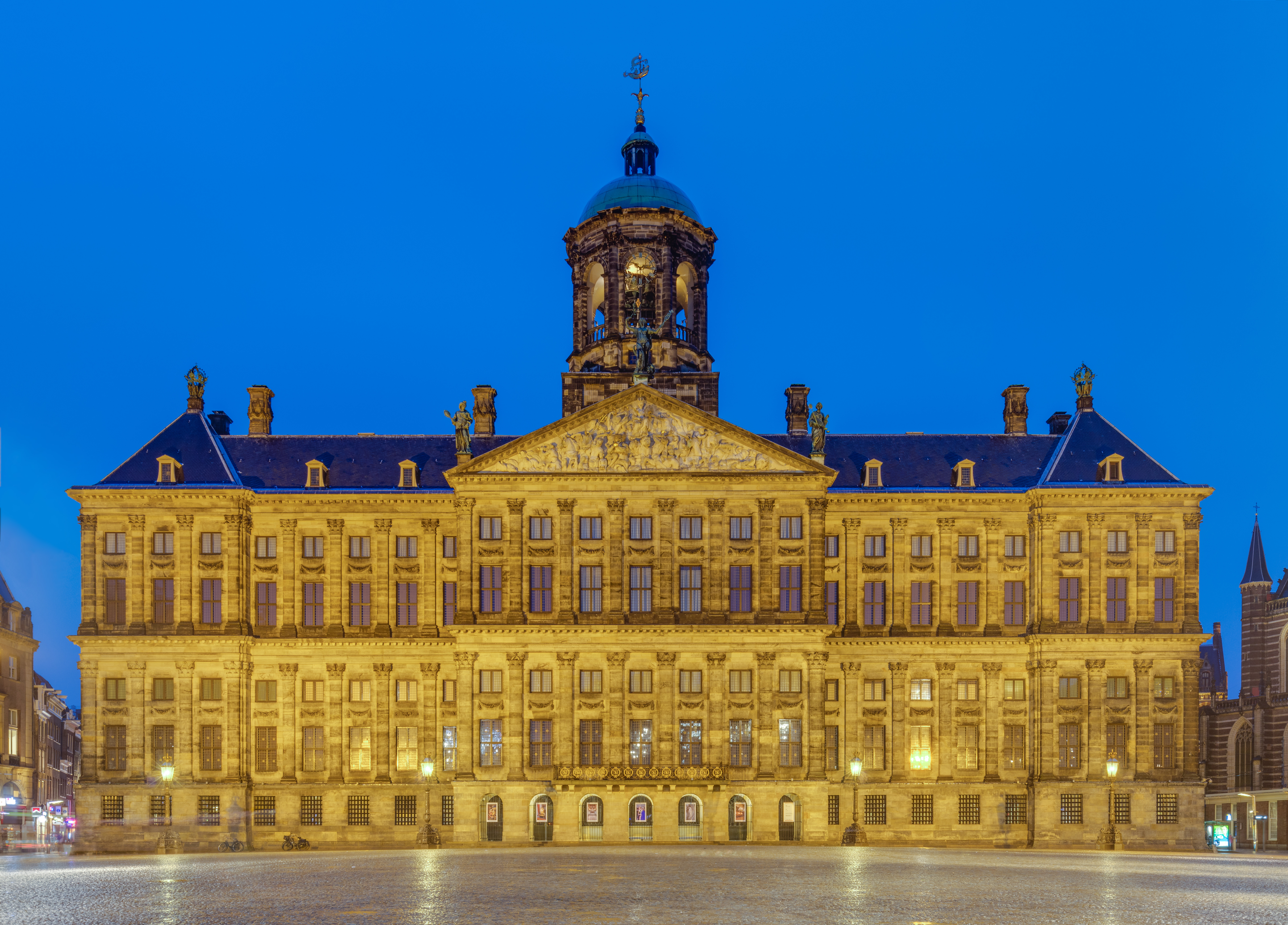
Palacio Real de Ámsterdam en 2005, antes de restaurarse la fachada en 2012.

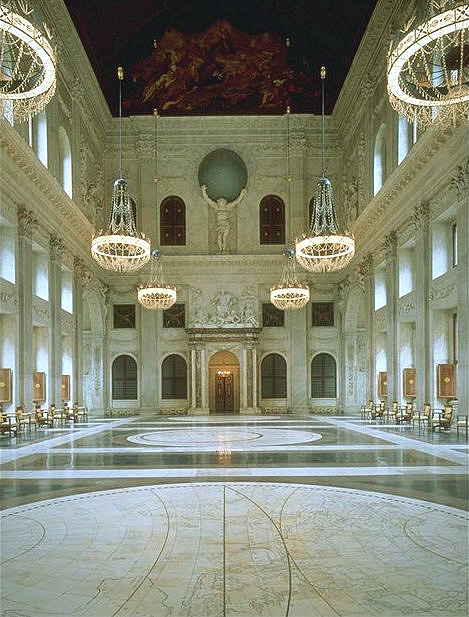
El salón central del palacio.

El Palacio Real de Ámsterdam (en neerlandés: Koninklijk Paleis) es uno de los cuatro palacios en los Países Bajos, que está a disposición del monarca de los Países Bajos por ley del Parlamento. El palacio, con un estilo arquitectónico clasicista, fue construido como ayuntamiento de la ciudad durante la Edad de Oro neerlandesa en el siglo XVII. El edificio se convirtió en el palacio real del rey Luis I Bonaparte y más tarde de la Casa Real neerlandesa. Está situado en el lado oeste de la Plaza Dam, en el centro de Ámsterdam, frente al monumento de la guerra y al lado de la Nieuwe Kerk.
La construcción del palacio estuvo a cargo de los arquitectos Jacob Van Campen y Daniël Stalpaert, comenzando en 1648 y siendo inaugurado el 20 de julio de 1655, con un coste de ƒ 8.5 millones.
El palacio es usado por el monarca neerlandés para funciones de entretenimiento durante las visitas de estado y recepciones oficiales, como las recepciones reales con motivo del Año Nuevo. También se celebran en el palacio la ceremonia de entrega del Premio Erasmus, la de los Claveles de Plata, la de los Premios Reales de Pintura, y la del Premio Príncipe Claus.
El palacio fue restaurado entre 2005 y junio de 2009, eliminando además el amianto. Desde el 14 de junio de 2009, el Palacio está abierto de nuevo a los visitantes. La remodelación continuó entre 2009 y 2012, ahora en la fachada, recuperándose el color blanco de la piedra.

En 1990, fue incluido entre los 100 mejores sitios del patrimonio neerlandés.